# Grande Prêmio da Hungria de 1989
Resultados do Grande Prêmio da Hungria de Fórmula 1 realizado em Hungaroring em 13 de agosto de 1989. Décima etapa do campeonato, foi vencido pelo britânico Nigel Mansell, da Ferrari, com Ayrton Senna em segundo pela McLaren-Honda e Thierry Boutsen em terceiro pela Williams-Renault.

## Resumo

### Patrese mostra suas garras
Sexta-feira foi um dia exitoso para Riccardo Patrese em Hungaroring, pois sua Williams FW12 fez valer a força do motor Renault e marcou o melhor tempo, mas o nome de Alex Caffi em segundo lugar chamou a atenção por seu carro adaptar-se tão bem ao lento e sinuoso circuito húngaro, mérito do acerto entre o chassis Dallara F189 e os pneus Pirelli, deixando para trás a McLaren de Alain Prost, a Ferrari de Gerhard Berger, a Benetton de Alessandro Nanini, com Ayrton Senna em sexto lugar na outra McLaren. "O meu carro de corrida teve vazamentos no motor e no câmbio e por isso quase não treinei de manhã", disse o brasileiro antes de apontar o tráfego como outro de seus infortúnios, embora estivesse otimista quanto ao seu desempenho no dia seguinte.
Quando o treino de sábado chegou ao fim, a Williams de Riccardo Patrese manteve-se como detentora da pole position para a etapa húngara, três décimos de segundo à frente de Ayrton Senna, tendo a Dallara de Alex Caffi num surpreendente terceiro lugar, dividindo fila com Thierry Boutsen, o outro piloto da Williams. Embora em boa posição, a vida de Senna não foi fácil, pois o tempo que assegurou o primeiro lugar a Patrese vigia desde a sexta-feira e o brasileiro da McLaren não pôde superar o rival, mesmo gastando dois jogos de pneus de classificação durante o treino. Debelada a grande ameaça ao seu triunfo, o italiano foi à pista numa exibição protocolar e confirmou a terceira pole de sua carreira, incluindo as obtidas no Grande Prêmio do Oeste dos Estados Unidos de 1981 e no Grande Prêmio da Itália de 1983. Foi também a primeira pole da Renault desde o Grande Prêmio do México de 1986 e a primeira da Williams desde o Grande Prêmio do México de 1987.
Ao comentar o treino de seu adversário, Senna rendeu-se aos fatos. "Ele mereceu. Foi um resultado realmente excepcional o que Patrese conseguiu na sexta-feira. Mesmo com duas voltas limpas no melhor que pude conseguir do carro, não ameacei a sua posição". Tal reconhecimento, porém, foi seguido pelo otimismo do brasileiro quanto à corrida, ainda mais com a outra McLaren em quinto com Alain Prost e as máquinas da Ferrari em sexto com Gerhard Berger e em décimo segundo com Nigel Mansell. Para quem estranhou os oito segundos de diferença entre a pole de Patrese e a obtida por Senna em 1988, cabe uma explicação: modificaram a curva em "S" existente logo depois da largada, reduzindo assim o tempo de uma volta.
Em sentido inverso, a Ligier foi limada da competição quando Olivier Grouillard destruiu o seu carro nos treinos de sexta-feira, forçando sua equipe a dividir o bólido restante entre ele e René Arnoux, mas o duplo abandono não pôde ser evitado, tal como o fracasso no Grande Prêmio de San Marino de 1988 e no Grande Prêmio dos Estados Unidos de 1989.

### Vitória maiúscula de Mansell
Riccardo Patrese e Ayrton Senna chegaram próximos um do outro na primeira freada, emulando a largada do Grande Prêmio do Brasil, todavia a ausência de um terceiro piloto ali e o recuo do brasileiro na disputa pelo primeiro lugar evitaram um novo acidente entre os contendores, afinal o piloto da Williams não cometeu erros ao defender sua posição, liderando a corrida húngara por cinquenta e duas voltas. Com o desenrolar da porfia, Patrese mantinha Senna a dois segundos de si, em média, enquanto o sonho de Alex Caffi desvaneceu à medida que seu carro foi ultrapassado por concorrentes mais fortes como Berger, Prost e Mansell, tendo o italiano da Dallara subsistido na zona de pontuação até ser ultrapassado pela Arrows de Eddie Cheever na volta trinta e cinco.
Quem parecia disputar uma corrida à parte era Nigel Mansell: décimo segundo no grid, subiu para oitavo na volta inicial e chegou à zona de pontuação na vigésima passagem. Indômito, o britânico ganhou uma posição ao superar Caffi e outra quando Berger trocou os pneus. A essa altura, a vantagem de Patrese sobre Senna gravitava em torno de meio segundo, número similar à diferença entre Mansell e Prost, até que o "leão" superou o francês da McLaren na subida para as curvas quatro e cinco, ascendendo ao terceiro lugar ao final da volta quarenta. Nos giros seguintes, o trio de líderes estava próximo entre si, com Mansell à caça de Senna e este espreitando Patrese, enquanto Prost, Berger e Cheever também duelavam no asfalto húngaro. Nove pilotos estavam fora da corrida e nos boxes a imagem da Onyx parada por dez longos minutos antes de voltar à pista indicavam Stefan Johansson como o próximo a capitular.
Graças ao bom desempenho de seu motor nas saídas de curva, Patrese mantinha-se em primeiro lugar, mas tal esforço cobrou seu preço quando sua Williams perdeu rendimento ante o superaquecimento do motor, mas a distância que o separava de Senna quedou-se inalterada porque o brasileiro não tinha pneus e freios em bom estado, razão pela qual evitava sair do traçado com medo de acentuar o desgaste da McLaren, contudo, na volta cinquenta e três, Senna tomou a liderança trazendo Mansell próximo de si enquanto o italiano da Williams abandonou pouco depois em razão de um vazamento d'água. Prost e Berger até ensaiam um duelo final, todavia ambos saem da pista: Prost por erro e Berger devido a uma quebra de câmbio.
Com uma máquina em melhor estado, Mansell perseguiu Senna de forma indômita enquanto o brasileiro exauria ainda mais sua McLaren. Na volta cinquenta e oito, eles encontram a Onyx de Johansson em baixa velocidade na terceira curva do circuito e nesse instante Senna freou para evitar uma batida, momento que Mansell aproveitou magistralmente ao ultrapassar o brasileiro com autoridade e abrir vantagem na liderança. "Eu achei que o Johansson ia tirar o pé e deixar a gente passar, já que ele estava com problemas desde umas duas curvas antes. Só que naquela hora ele insistiu em ficar no traçado mesmo indo devagar o suficiente para que eu quase batesse nele. Eu repito isso como falta de profissionalismo", declarou Senna à imprensa depois da corrida. Por sua vez, o piloto sueco defendeu a própria atitude: "Eu percebi que eles, o Senna e o Mansell, estavam se aproximando e por isso tomei a atitude que julguei mais correta. Em vez de sair para a esquerda ou para a direita, o que obrigaria ambos a adivinharem o que eu ia fazer, preferi manter-me na linha normal e o máximo possível para atrapalhar o mínimo possível."
Mansell liderava sem oposição, Johansson recolheu-se aos boxes depois do seu "protagonismo momentâneo" e Senna parecia conformado com o segundo lugar, sobretudo quando Prost trocou os pneus e caiu para quinto, atrás de Eddie Cheever e Thierry Boutsen. Equilibrada, a Ferrari do "leão" marcou a melhor volta da corrida na sexagésima sexta passagem, chegando a abrir treze segundos de Senna, este muito à frente de Boutsen enquanto Cheever e Prost lutavam pelo quarto lugar. A três voltas do fim, Senna reclama das vibrações em seu maquinário e cede mais espaço para Mansell, que vence a corrida, rompendo a invencibilidade brasileira em solo húngaro. Em segundo lugar chegou a McLaren de Ayrton Senna conquistando o centésimo pódio da Honda, enquanto a Williams de Thierry Boutsen ficou em terceiro marcando as cento e cinquenta corridas da Renault. Na quarta posição cruzou Alain Prost com a outra McLaren, a curta distância da Arrows de Eddie Cheever, este com boa folga em relação à Lotus de Nelson Piquet.

### Chances remotas de título
Após a corrida, Alain Prost mantinha a liderança do mundial de pilotos com 56 pontos, enquanto a vice-liderança da competição estava com Ayrton Senna e seus 42 pontos, cabendo a terceira posição a Nigel Mansell, com 34. Entre os construtores, a McLaren ponteia com 98 pontos, mais que a soma de Williams (42), Ferrari (34) e Benetton (17), ou seja, na Fórmula 1 predominam o vermelho e o branco, cores do time de Ron Dennis. No entanto, para que Ayrton Senna ganhe o campeão mundial de 1989 sem depender de outros resultados, precisará vencer cinco das seis corridas restantes. Nada mudou quanto ao favoritismo de Alain Prost rumo ao tricampeonato.

## Classificação

### Pré-qualificação
| Pos. | Nº | Piloto                | Construtor       | Tempo    | Diferença |
| ---- | -- | --------------------- | ---------------- | -------- | --------- |
| 1    | 36 | Stefan Johansson      | Onyx-Ford        | 1:22.836 | —         |
| 2    | 18 | Piercarlo Ghinzani    | Osella-Ford      | 1:24.086 | + 1.250   |
| 3    | 29 | Michele Alboreto      | Lola-Lamborghini | 1:24.323 | + 1.487   |
| 4    | 37 | Bertrand Gachot       | Onyx-Ford        | 1:24.412 | + 1.576   |
| 5    | 17 | Nicola Larini         | Osella-Ford      | 1:24.601 | + 1.765   |
| 6    | 30 | Philippe Alliot       | Lola-Lamborghini | 1:24.928 | + 2.092   |
| 7    | 41 | Yannick Dalmas        | AGS-Ford         | 1:25.571 | + 2.735   |
| 8    | 34 | Bernd Schneider       | Zakspeed-Yamaha  | 1:25.613 | + 2.777   |
| 9    | 40 | Gabriele Tarquini     | AGS-Ford         | 1:25.685 | + 2.849   |
| 10   | 31 | Roberto Moreno        | Coloni-Ford      | 1:26.903 | + 4.067   |
| 11   | 33 | Gregor Foitek         | EuroBrun-Judd    | 1:27.478 | + 4.642   |
| 12   | 35 | Aguri Suzuki          | Zakspeed-Yamaha  | 1:28.113 | + 5.277   |
| 13   | 32 | Pierre-Henri Raphanel | Coloni-Ford      | 1:45.971 | + 22.135  |

### Treinos classificatórios
| Pos.    | N.º | Piloto             | Construtor       | Q1       | Q2       | Grid    |
| ------- | --- | ------------------ | ---------------- | -------- | -------- | ------- |
| 1       | 6   | Riccardo Patrese   | Williams-Renault | 1:19.726 | 1:20.644 | —       |
| 2       | 1   | Ayrton Senna       | McLaren-Honda    | 1:21.576 | 1:20.039 | + 0.313 |
| 3       | 21  | Alex Caffi         | Dallara-Ford     | 1:21.040 | 1:20.704 | + 0.978 |
| 4       | 5   | Thierry Boutsen    | Williams-Renault | 1:23.492 | 1:21.001 | + 1.275 |
| 5       | 2   | Alain Prost        | McLaren-Honda    | 1:21.076 | 1:22.267 | + 1.350 |
| 6       | 28  | Gerhard Berger     | Ferrari          | 1:21.304 | 1:21.270 | + 1.544 |
| 7       | 19  | Alessandro Nannini | Benetton-Ford    | 1:21.448 | 1:21.301 | + 1.575 |
| 8       | 8   | Stefano Modena     | Brabham-Judd     | 1:23.090 | 1:21.472 | + 1.746 |
| 9       | 9   | Derek Warwick      | Arrows-Ford      | 1:23.111 | 1:21.617 | + 1.891 |
| 10      | 23  | Pierluigi Martini  | Minardi-Ford     | 1:21.746 | 1:32.546 | + 2.020 |
| 11      | 4   | Jean Alesi         | Tyrrell-Ford     | 1:23.853 | 1:21.799 | + 2.073 |
| 12      | 27  | Nigel Mansell      | Ferrari          | 1:22.544 | 1:21.951 | + 2.225 |
| 13      | 15  | Maurício Gugelmin  | March-Judd       | 1:22.949 | 1:22.083 | + 2.357 |
| 14      | 16  | Ivan Capelli       | March-Judd       | 1:22.445 | 1:22.088 | + 2.362 |
| 15      | 7   | Martin Brundle     | Brabham-Judd     | 1:22.970 | 1:22.296 | + 2.570 |
| 16      | 10  | Eddie Cheever      | Arrows-Ford      | 1:23.251 | 1:22.374 | + 2.648 |
| 17      | 11  | Nelson Piquet      | Lotus-Judd       | 1:22.837 | 1:22.406 | + 2.680 |
| 18      | 22  | Andrea de Cesaris  | Dallara-Ford     | 1:23.463 | 1:22.410 | + 2.684 |
| 19      | 3   | Jonathan Palmer    | Tyrrell-Ford     | 1:24.670 | 1:22.578 | + 2.852 |
| 20      | 12  | Satoru Nakajima    | Lotus-Judd       | 1:23.996 | 1:22.630 | + 2.904 |
| 21      | 37  | Bertrand Gachot    | Onyx-Ford        | 1:22.634 | 1:23.720 | + 2.908 |
| 22      | 18  | Piercarlo Ghinzani | Osella-Ford      | 1:23.091 | 1:22.763 | + 3.037 |
| 23      | 24  | Luis Pérez-Sala    | Minardi-Ford     | 1:23.017 | 1:24.188 | + 3.291 |
| 24      | 36  | Stefan Johansson   | Onyx-Ford        | 1:23.372 | 1:23.148 | + 3.422 |
| 25      | 20  | Emanuele Pirro     | Benetton-Ford    | 1:23.772 | 1:23.399 | + 3.673 |
| 26      | 29  | Michele Alboreto   | Lola-Lamborghini | 1:23.733 | 1:25.660 | + 4.007 |
| 27      | 25  | René Arnoux        | Ligier-Ford      | 1:25.862 | 1:24.003 | + 4.277 |
| 28      | 26  | Olivier Grouillard | Ligier-Ford      | 1:24.702 | 1:25.169 | + 4.976 |
| 29      | 38  | Christian Danner   | Rial-Ford        | 1:26.485 | 1:25.017 | + 5.291 |
| 30      | 39  | Volker Weidler     | Rial-Ford        | 1:28.112 | 1:26.320 | + 6.594 |
| Fontes: |     |                    |                  |          |          |         |

### Corrida
| Pos.    | N.º | Piloto             | Construtor       | Voltas | Tempo/Diferença  | Grid | Pontos |
| ------- | --- | ------------------ | ---------------- | ------ | ---------------- | ---- | ------ |
| 1       | 27  | Nigel Mansell      | Ferrari          | 77     | 1:49:38.650      | 12   | 9      |
| 2       | 1   | Ayrton Senna       | McLaren-Honda    | 77     | + 25.967         | 2    | 6      |
| 3       | 5   | Thierry Boutsen    | Williams-Renault | 77     | + 38.354         | 4    | 4      |
| 4       | 2   | Alain Prost        | McLaren-Honda    | 77     | + 44.177         | 5    | 3      |
| 5       | 10  | Eddie Cheever      | Arrows-Ford      | 77     | + 45.106         | 16   | 2      |
| 6       | 11  | Nelson Piquet      | Lotus-Judd       | 77     | + 1:12.039       | 17   | 1      |
| 7       | 21  | Alex Caffi         | Dallara-Ford     | 77     | + 1:24.225       | 3    |        |
| 8       | 20  | Emanuele Pirro     | Benetton-Ford    | 76     | + 1 volta        | 25   |        |
| 9       | 4   | Jean Alesi         | Tyrrell-Ford     | 76     | + 1 volta        | 11   |        |
| 10      | 9   | Derek Warwick      | Arrows-Ford      | 76     | + 1 volta        | 9    |        |
| 11      | 8   | Stefano Modena     | Brabham-Judd     | 76     | + 1 volta        | 8    |        |
| 12      | 7   | Martin Brundle     | Brabham-Judd     | 75     | + 2 voltas       | 15   |        |
| 13      | 3   | Jonathan Palmer    | Tyrrell-Ford     | 73     | + 4 voltas       | 19   |        |
| Ret     | 24  | Luis Pérez-Sala    | Minardi-Ford     | 57     | Colisão          | 23   |        |
| Ret     | 28  | Gerhard Berger     | Ferrari          | 56     | Câmbio           | 6    |        |
| Ret     | 6   | Riccardo Patrese   | Williams-Renault | 54     | Vazamento d’água | 1    |        |
| Ret     | 36  | Stefan Johansson   | Onyx-Ford        | 48     | Câmbio           | 24   |        |
| Ret     | 19  | Alessandro Nannini | Benetton-Ford    | 46     | Câmbio           | 7    |        |
| Ret     | 37  | Bertrand Gachot    | Onyx-Ford        | 38     | Câmbio           | 21   |        |
| Ret     | 12  | Satoru Nakajima    | Lotus-Judd       | 33     | Acidente         | 20   |        |
| Ret     | 15  | Maurício Gugelmin  | March-Judd       | 27     | Pane elétrica    | 13   |        |
| Ret     | 16  | Ivan Capelli       | March-Judd       | 26     | Roda             | 14   |        |
| Ret     | 29  | Michele Alboreto   | Lola-Lamborghini | 26     | Motor            | 26   |        |
| Ret     | 18  | Piercarlo Ghinzani | Osella-Ford      | 20     | Pane elétrica    | 22   |        |
| Ret     | 23  | Pierluigi Martini  | Minardi-Ford     | 9      | Roda             | 10   |        |
| Ret     | 22  | Andrea de Cesaris  | Dallara-Ford     | 0      | Embreagem        | 18   |        |
| DNQ     | 25  | René Arnoux        | Ligier-Ford      |        |                  |      |        |
| DNQ     | 26  | Olivier Grouillard | Ligier-Ford      |        |                  |      |        |
| DNQ     | 38  | Christian Danner   | Rial-Ford        |        |                  |      |        |
| DNQ     | 39  | Volker Weidler     | Rial-Ford        |        |                  |      |        |
| DNPQ    | 17  | Nicola Larini      | Osella-Ford      |        |                  |      |        |
| DNPQ    | 30  | Philippe Alliot    | Lola-Lamborghini |        |                  |      |        |
| DNPQ    | 41  | Yannick Dalmas     | AGS-Ford         |        |                  |      |        |
| DNPQ    | 34  | Bernd Schneider    | Zakspeed-Yamaha  |        |                  |      |        |
| DNPQ    | 40  | Gabriele Tarquini  | AGS-Ford         |        |                  |      |        |
| DNPQ    | 31  | Roberto Moreno     | Coloni-Ford      |        |                  |      |        |
| DNPQ    | 33  | Gregor Foitek      | EuroBrun-Judd    |        |                  |      |        |
| DNPQ    | 35  | Aguri Suzuki       | Zakspeed-Yamaha  |        |                  |      |        |
| Fontes: |     |                    |                  |        |                  |      |        |

## Tabela do campeonato após a corrida
| Pos.    | Piloto           | Pontos |
| ------- | ---------------- | ------ |
| 1       | Alain Prost      | 56     |
| 2       | Ayrton Senna     | 42     |
| 3       | Nigel Mansell    | 34     |
| 4       | Riccardo Patrese | 25     |
| 5       | Thierry Boutsen  | 17     |
| Fontes: |                  |        |

| Pos.    | Construtor       | Pontos |
| ------- | ---------------- | ------ |
| 1       | McLaren-Honda    | 98     |
| 2       | Williams-Renault | 42     |
| 3       | Ferrari          | 34     |
| 4       | Benetton-Ford    | 17     |
| 5       | Arrows-Ford      | 11     |
| Fontes: |                  |        |

- Nota: Somente as primeiras cinco posições estão listadas. Entre 1981 e 1990 cada piloto podia computar onze resultados válidos por temporada não havendo descartes no mundial de construtores.